# Grabado al aguatinta

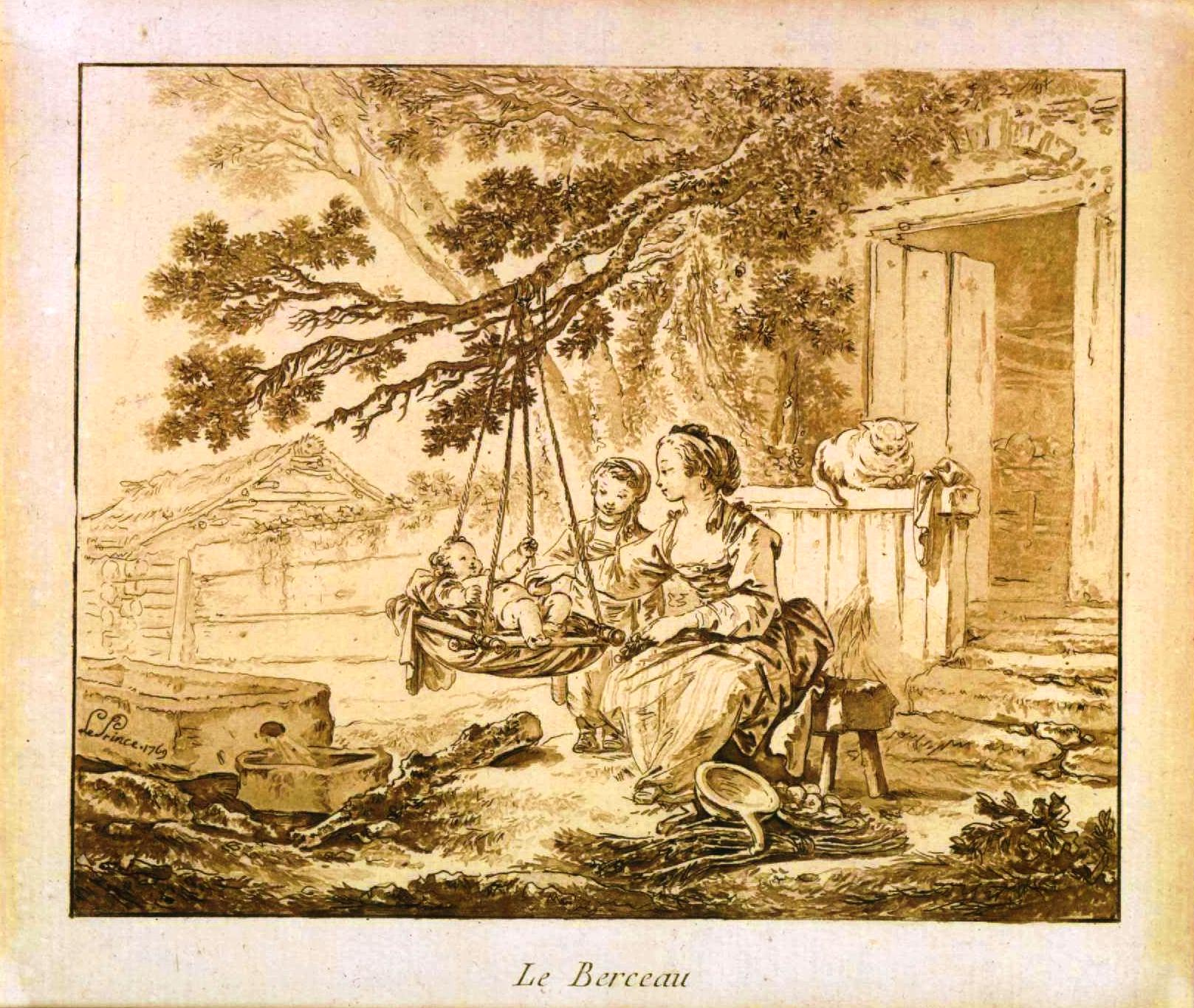
La campesina, aguatinta de Jean-Baptiste Le Prince.

Los grabados al aguatinta surgen en el siglo XVIII, por el empeño de los artistas de recrear en los grabados el efecto de las acuarelas y de los dibujos a la aguada. Entre los artistas que practicaron esta técnica, se cuenta el español Goya, y su inventor tuvo que ser el francés Jean-Baptiste Le Prince.

El aguatinta es un proceso de grabado en hueco, similar al aguafuerte, que produce una estampa con un aspecto totalmente distinto. Se exponen a la acción del ácido amplios segmentos de la lámina, creando zonas tonales más que líneas. Para crear un grabado al aguatinta, se rocían con resina ciertas zonas de la lámina y se calienta ésta para que la resina quede adherida. A continuación se sumerge la lámina en un ácido suave que disuelve la superficie en las zonas que no están cubiertas por la resina. Si el artista quiere que, una vez terminado el grabado a la aguatinta, algunas zonas queden más oscuras que otras, expondrá estas a una acción más prolongada del ácido que acabará picándolas y así retendrán mejor la tinta. El método de la aguatinta resulta difícil de controlar y suele ser utilizado en combinación con las técnicas del grabado al aguafuerte y del grabado a punta seca.

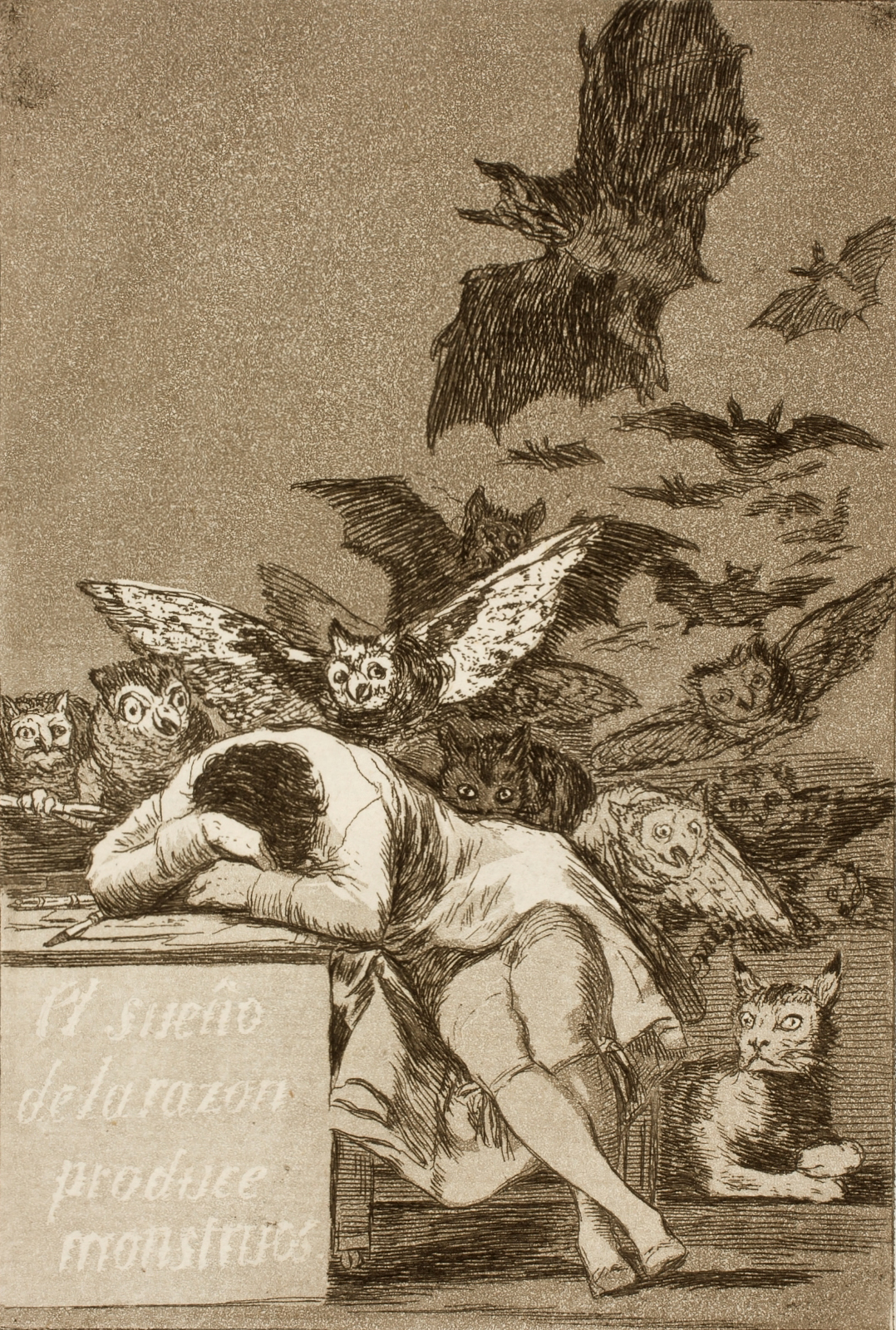
El sueño de la razón produce monstruos, Francisco Goya (1797 - 1799) creado usando aguatinta (notar fondo sombreado) y técnicas de grabado.

## Historia
El pintor y grabador Jan van de Velde IV inventó la técnica de aguatinta en Ámsterdam, alrededor de 1650. El cartógrafo Pedro Pérez Burdett más tarde presenta su técnica "secreta" de aguatinta a Inglaterra en la década de 1770. En los Estados Unidos el grabador José Pedro de Lemos popularizó las aguatintas en las escuelas de arte con sus publicaciones (1919-40), que simplificaban las técnicas engorrosas, y con exposiciones itinerantes de sus galardonados grabados.
Francisco de Goya es considerado un experto del aguatinta, y exceptuando alguna de sus imágenes, en la mayor parte esta técnica se combina con el aguafuerte a línea, con el que obtuvo los resultados más expresivos desde una sorprendente sencillez. El carácter tonal de las imágenes, hizo de esta técnica el medio ideal de reconocimiento del color en el siglo XIX, como demuestran las imágenes de George Baxter, que la combina con sobreimpresiones de varios tacos xilográficos. A finales del siglo XIX se desarrolló la técnica de huecograbado heliográfico, que combina el aguatinta y la imagen fotográfica, que provocan un resultado distinguido por la combinación de lo fotográfico con la calidad de la estampación calcográfica.

## Técnica

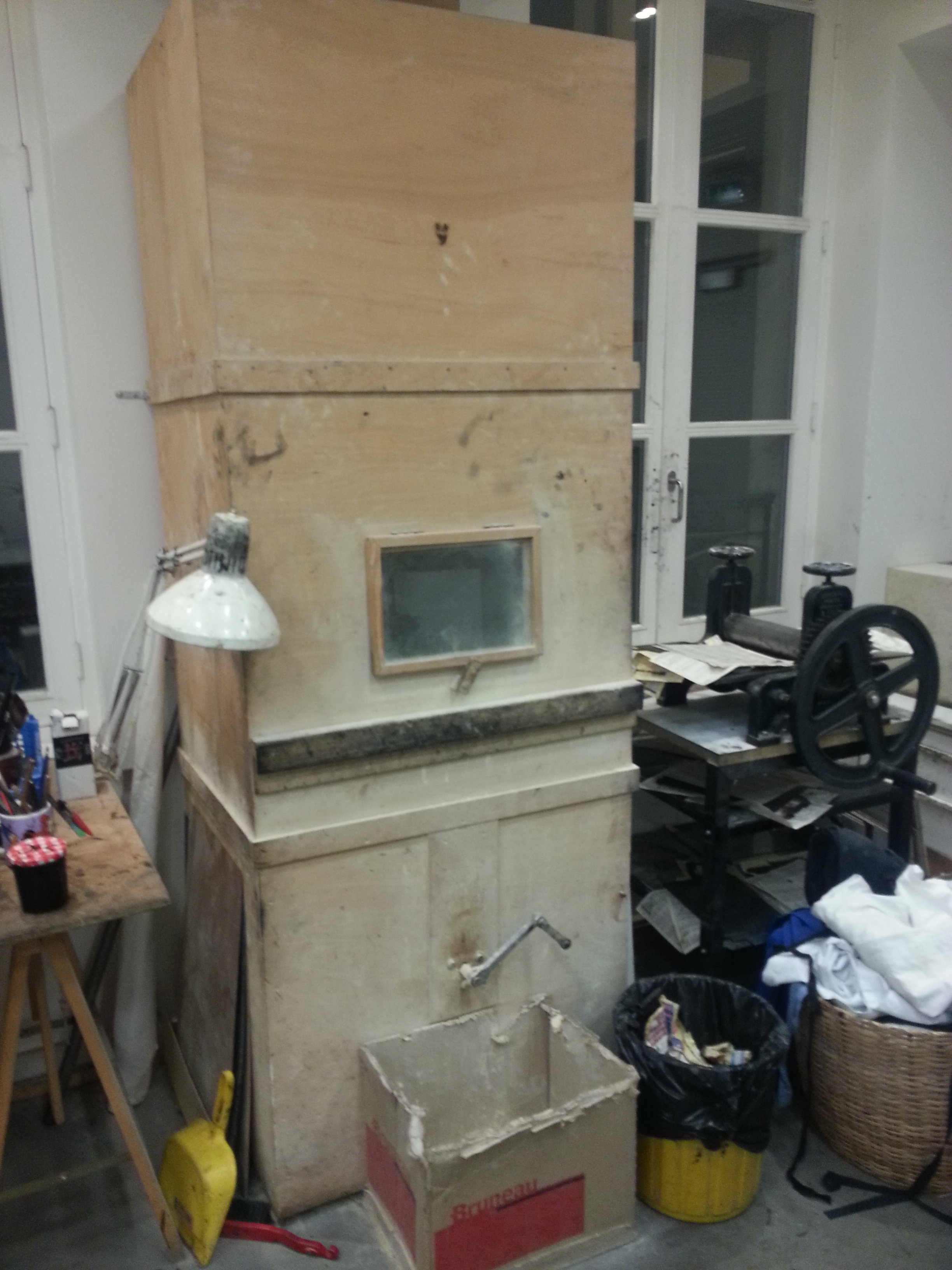
Caja de aguatinta, usada para aplicar resina en polvo en la plancha.

El procedimiento más común de aguatinta consiste en espolvorear y fundir resina de colofonia (u otros materiales) sobre la superficie de la plancha, de manera que funcione como una reserva por puntos. Una vez fijada, se somete a la acción del mordiente, que en función de los tiempos producirá tonalidades más o menos oscuras. El aspecto reside también en el grosor del polvo utilizado y la densidad con la que se deposite sobre la plancha: a mayor concentración de resina (en igual tiempo de mordido) el efecto será más claro y viceversa, ya que hay más zona del metal protegida.
La resina puede aplicarse tanto en la caja resinadora o con un tamiz, es importante resaltar que para conseguir tonalidades uniformes o negros profundos, debería hacerse mediante la primera.  Una vez aplicada se hacen las correspondientes reservas que determinarán los distintos tipos de grises, bien con barniz (o sustituto) o con un lápiz graso (de cera o litográfico) que permitirá crear las tonalidades en degradación.
Generalmente, la resina y el trabajo de línea suelen ir acompañados. Es recomendable, al principio del proceso, realizar primero la línea y después la mancha. En sucesivas pruebas de estado, se volverá a barnizar para continuar la elaboración del dibujo.

#### Aguatinta al azúcar
Una técnica derivada es el aguatinta al azúcar. Dicha técnica implica dibujar en positivo mezclando tinta china saturándola con azúcar. La proporción de tinta china es 60% y la de azúcar 40%. Dicha mezcla se aplica con pincel a una plancha preparada para grabado con resina. Al estar casi seca la mezcla, se aplica un barniz resistente y se sumerge en agua templada. El aguatinta al azúcar permite un trazo más dinámico, a diferencia de la técnica convencional. 
Otros medios solubles para esta técnica son el gouache, la témpera, la goma arábiga e incluso la leche condensada, esta última usada por autores como Joan Miró. Pablo Picasso utilizó el aguatinta al azúcar, ya que consideraba que "todo es más directo y a la vez más delicado".